# USS 파이크 (SS-6)
USS 파이크 (SS-6)는 미 해군의 초기 잠수함으로, 플런저급 잠수함의 하나이다. 후에 A-5로 함명이 바뀌었다.